# Phaenochitonia pyrophlegia
Phaenochitonia pyrophlegia är en fjärilsart som beskrevs av Hans Ferdinand Emil Julius Stichel 1923. Phaenochitonia pyrophlegia ingår i släktet Phaenochitonia och familjen Riodinidae. Inga underarter finns listade i Catalogue of Life.